# 佐澤卡尼索斯群島

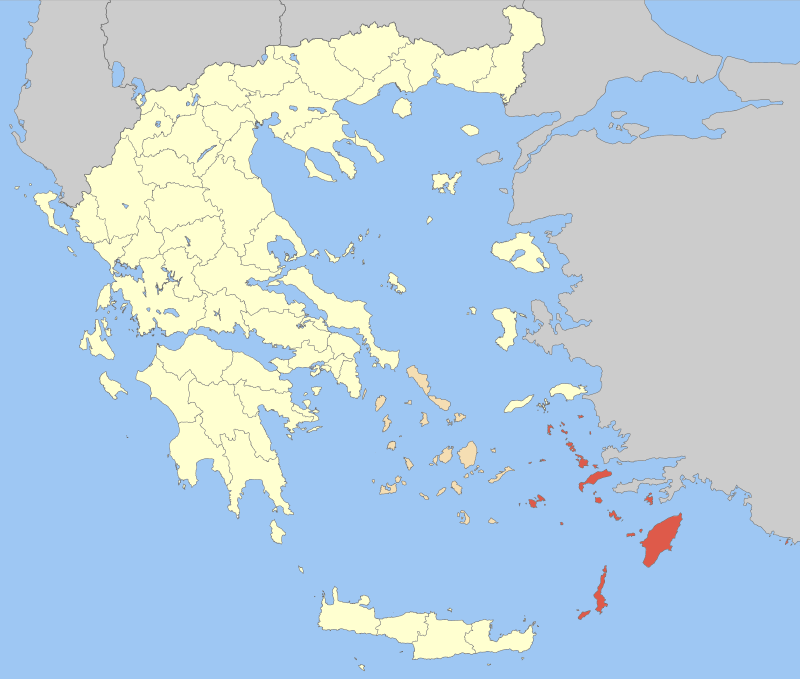
紅色顯示的為十二群島在希臘的位置，
西部以肉色顯示的群島為基克拉澤斯群島

佐澤卡尼索斯群島（羅馬化：Dodekánisa，[ðoðeˈkanisa]），意译为十二群島，原本與薩摩斯島、伊卡里亚岛合稱南斯波拉澤斯群島，位於愛琴海的東南部，靠近安納托利亞西南部的海岸。現時群島由希臘統治，主岛为罗得岛，行政上称为十二群島州，属南爱琴大区。群島的名字源於最初認為這組群島由12個大島和一系列小島組成。事實上，群島有12個較大的島嶼和150多個小島，其中26個有人居住。

## 歷史
公元前44年起，十二群島成為了羅馬帝國的一部分。一世紀，聖保羅曾兩次來到群島上宣教，聖約翰亦曾多次來到十二群島播道，他最終亦來到群島上，被流放到帕特摩斯島，並在島上寫下了著名的啟示錄。
羅馬帝國於公元395年永久分裂後，十二群島就成為了東部帝國的一部分。儘管拜占庭近千年的統治曾多次被外族入侵所打斷，帝國仍為群島留下了豐富的歷史文化遺產。
在十三世紀，意大利人隨著第四次十字軍東征入侵一部分當時仍由尼西亞帝國統治的十二群島。威尼斯人和熱那亞人都曾佔領過群島的一部分。十四世紀，拜占庭帝國對群島的統治終於來到終結。1309年，醫院騎士團佔領了羅得島，並在隨後佔領了整座群島。騎士團在十二群島建立據點，並使其首都羅得城成為了一座宏偉的中世紀城市。騎士團大規模的防禦工事有效擊退了1444年埃及蘇丹和1480年穆罕默德二世的兩次入侵，直至1522年蘇萊曼一世的圍攻戰中才有條件投降。蘇萊曼讓騎士團撤到馬爾他，他則開始了鄂圖曼帝國對十二群島達3世紀的統治。
公元1822年希臘獨立戰爭爆發，希臘從鄂圖曼帝國獨立出來，十二群島沒參與戰爭，仍然保留在帝國中。其後，1911年爆發戰爭，剛獨立的十二群島很快為意大利佔領，即義屬愛琴海群島。
1941年4月，軸心國入侵希臘，希臘被德國、義大利、保加利亞瓜分。1941年5月，德军发起克里特島戰役，德国空军的战斗机与轰炸机从罗德岛机场起飞参战。1941年5月28日17：20，意大利步兵第50师的1个旅3000人在自克里特岛东部锡蒂亚登陆参战。战后，克里特岛东部割让给意大利占领。1943年9月意大利向同盟国投降，十二群岛被德国控制。丘吉尔企图利用意大利投降的局面在东地中海扩大战局，而美国已对登陆法国一拖再拖极不耐烦，不想再有任何人力、物资影响到“霸王”计划。于是英国单独发动了十二群岛战役（1943年9月8日至11月22日），结果以英军惨败告终，至此终结了英国开辟巴尔干半岛战场以遏制苏军进入东欧的战略野心。1945年5月8日，十二群岛上的5000名德军、600名意大利军向盟国投降。
二戰後十二群島成為了英國軍方的保護地，根据意大利和约，于1947年在土耳其的反對下把十二群島的主權交予希臘，正式結束了十二群島達740年的外國統治。

## 當地景觀

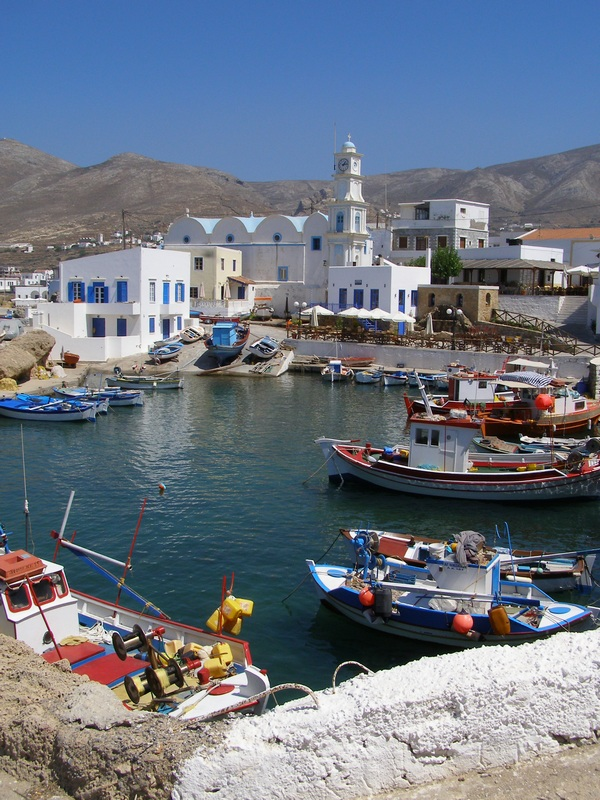
卡索斯島的老港
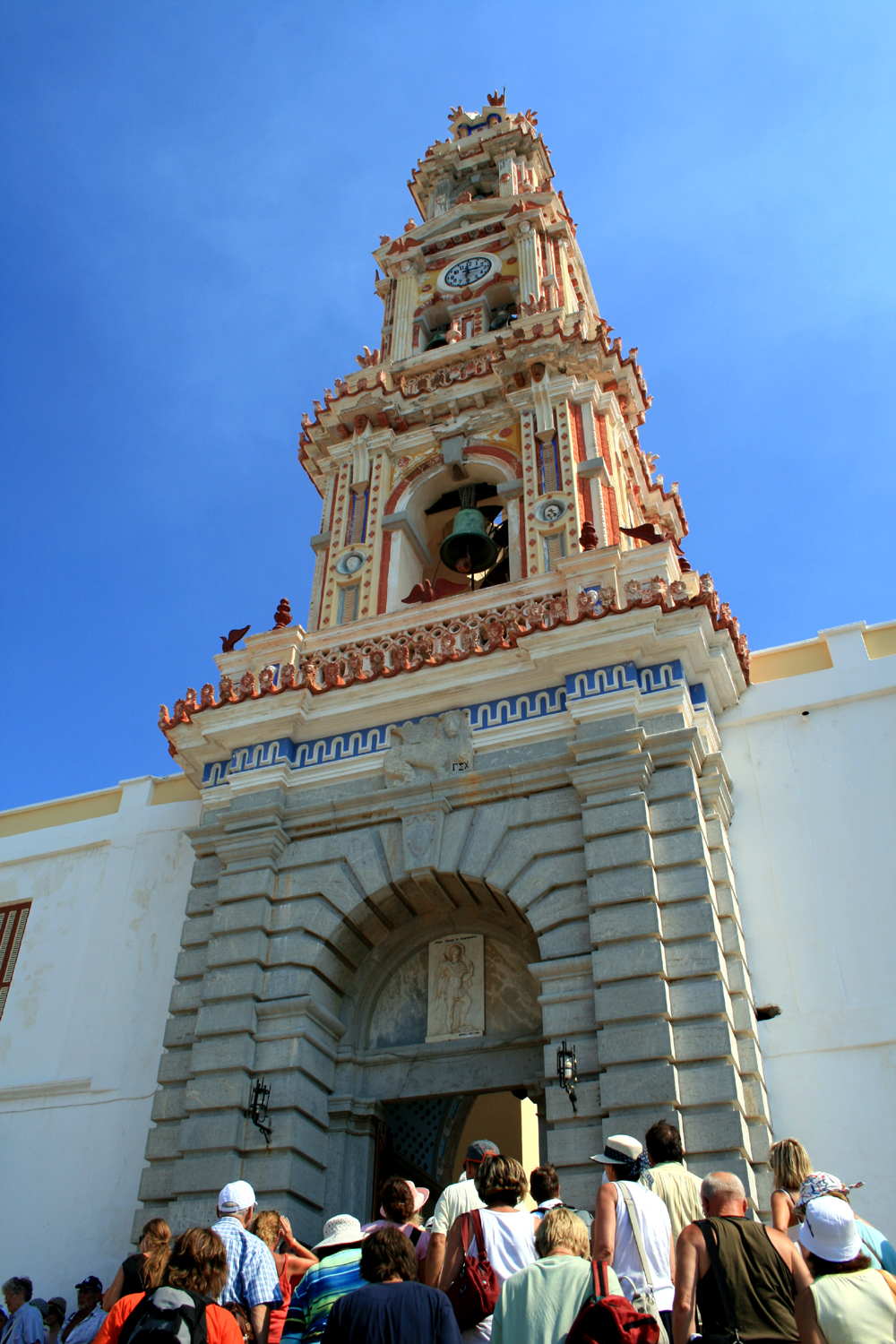
錫米島上的修道院
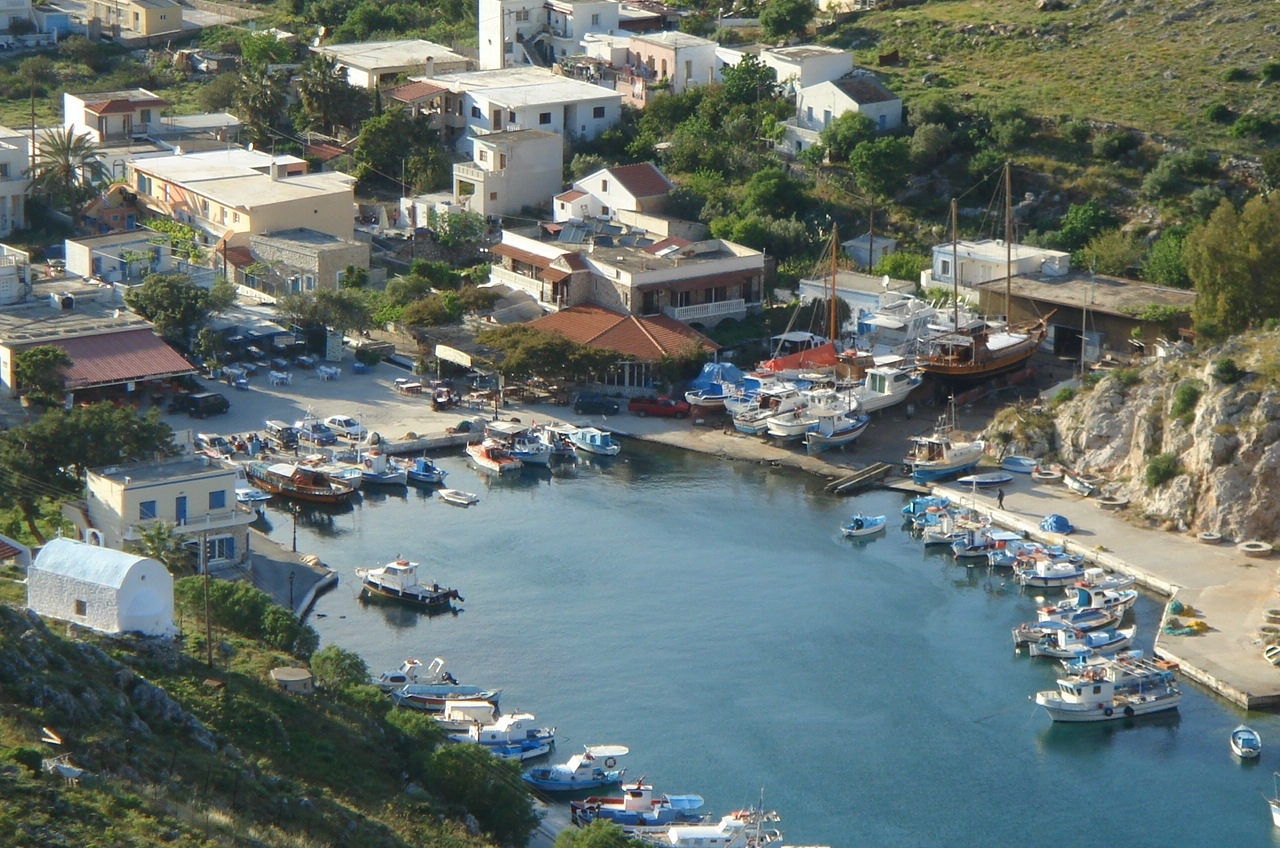
卡林諾斯島上的港口
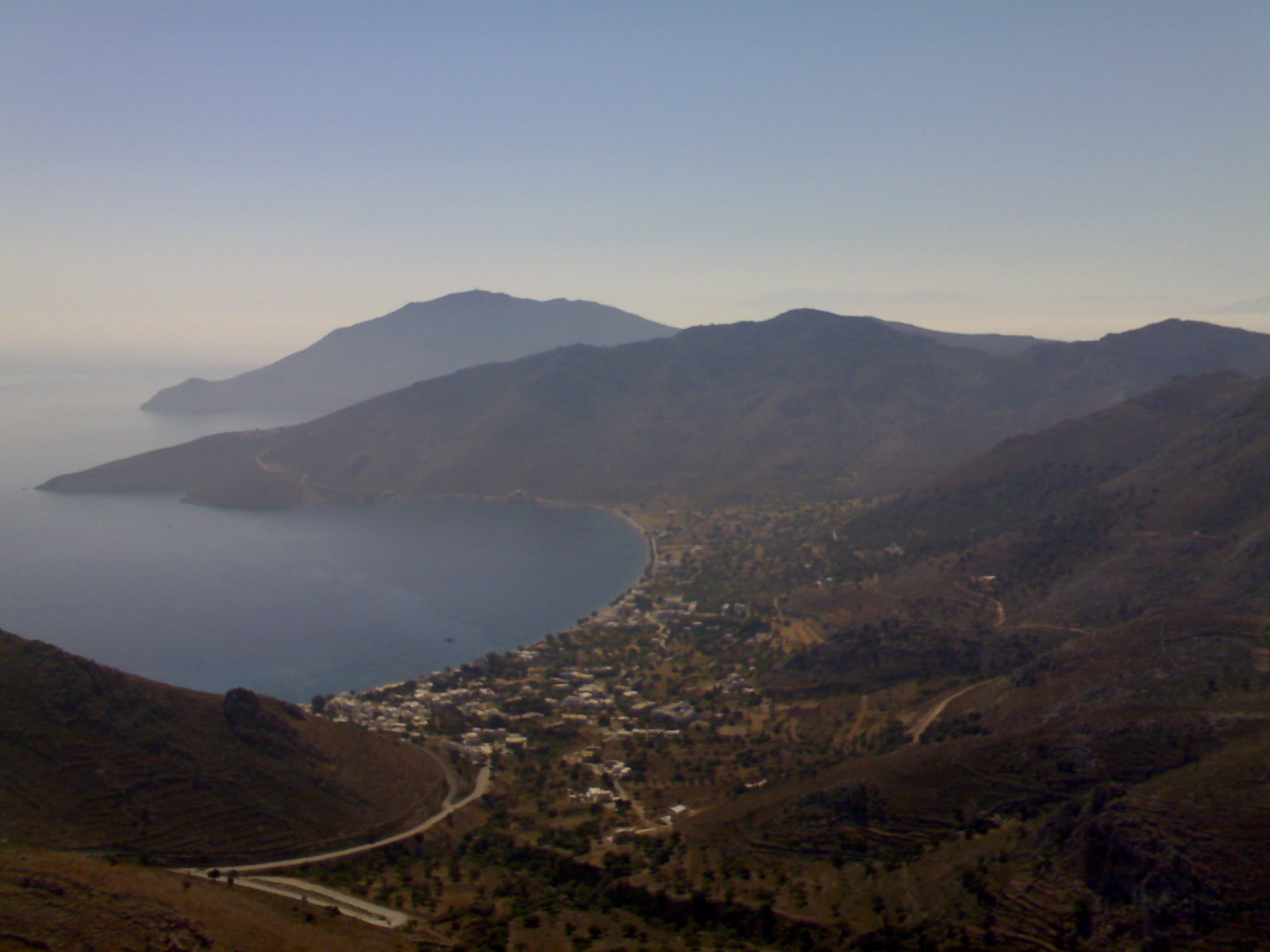
蒂洛斯島一隅
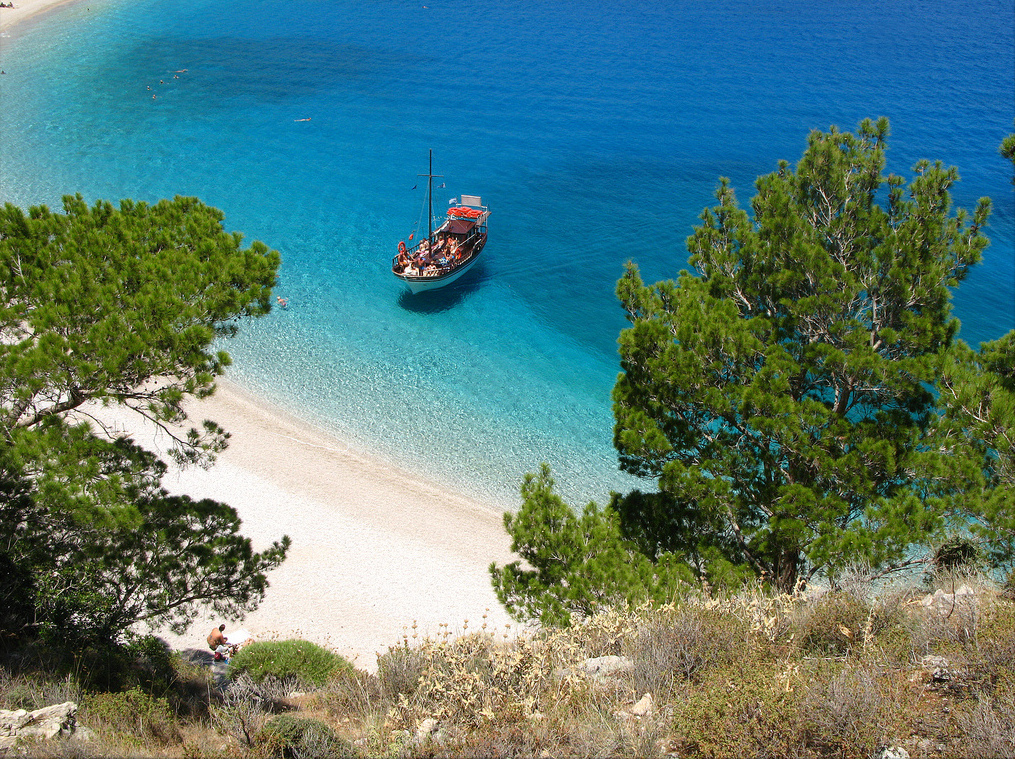
卡爾帕索斯島的海灘
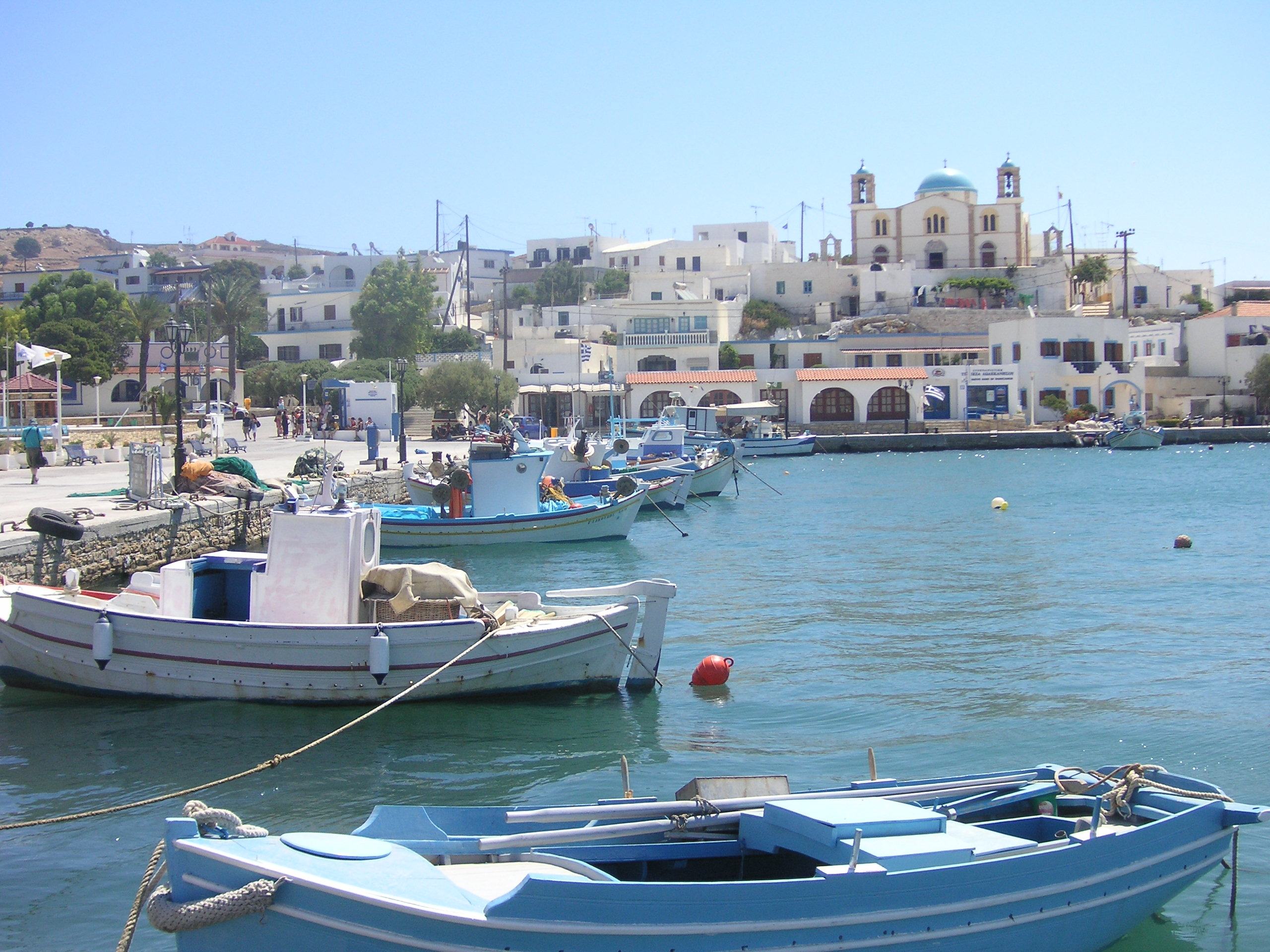
利普索斯島之港